# كارولين كوزي
كارولين كوزي هي عارضة بريطانية ولدت في 31 أغسطس 1954.